# Ölandsleden
För andra betydelser, se Ölandsleden (olika betydelser).

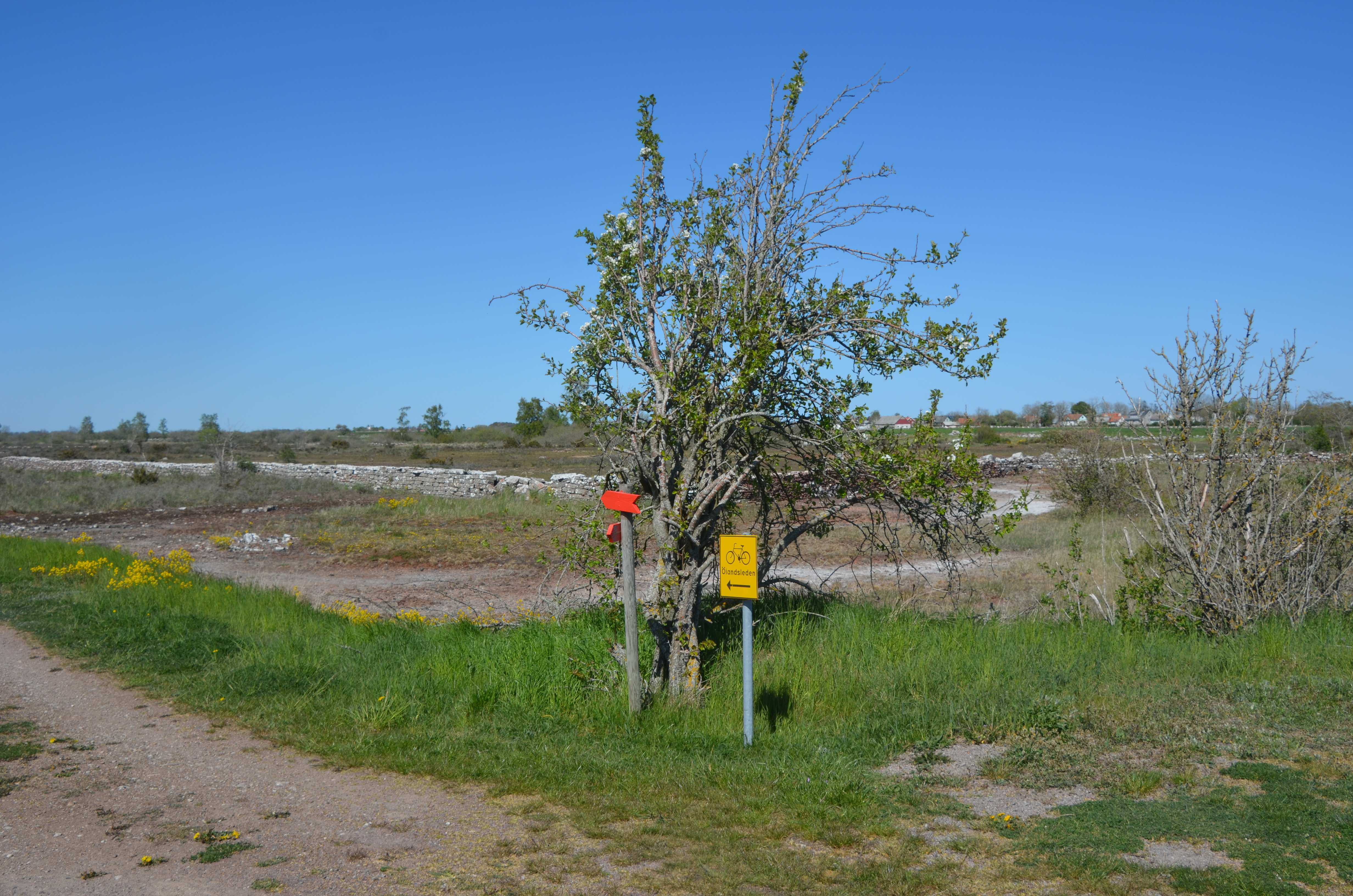
Ölandsleden vid Skärlöv på södra Öland

Ölandsleden är en cykelled på Öland.

## Sträckning
Målsättningen är att man ska kunna cykla "från fyr till fyr" på cykelväg av god kvalitet, dvs. från Långe Erik i norr till Långe Jan i söder. Totalt passeras 75 naturreservat, sex riksintressen, en ekopark och ett världsarv.
Leden avses bestå av två slingor, en nordlig och en sydlig, med en förbindelseled mellan dem. Den norra slingan färdigställdes 2019.
Utbyggnaderna på den södra slingan har kantats av finansiella och juridiska problem samt konflikter med markägare. Planerade sträckor har fått avslag hos myndigheterna, exempelvis vid Karl X Gustavs mur.
I dagsläget saknas sträckorna Albrunna – Grönhögen – Ås vandrarhem – Torngård – Skärlöv.

## Bakgrund
Arbetena med Ölandsleden påbörjades 2012. Budgeten var satt till 90,5 Mkr och planen var då att leden skulle vara klar sommaren 2018.  Bakom projektet stod bl.a. Borgholms kommun, Mörbylånga kommun, Trafikverket, Region Kalmar län, Ölands kommunalförbund och Europeiska regionala utvecklingsfonden.   
Lokala beslutsfattare betraktade leden som en resurs för att stärka besöks- och turismnäringen på Öland, bl.a. genom att bidra till en förlängning av turistsäsongen. Projektets styrgrupps ordförande beskrev leden som norra Europas mest exklusiva cykelled. Ölands kommunalförbund uttryckte att leden ska skapa förutsättningar för nya former av företagande och entreprenörskap, så att fler i yrkesverksam ålder kan bo kvar eller flytta till Öland.
Till följd av att de finansiella medlen är förbrukade är projektet pausat sedan hösten 2020.